# Hypena peterseni
Hypena peterseni är en fjärilsart som beskrevs av Embrik Strand 1920. Hypena peterseni ingår i släktet Hypena och familjen nattflyn. Inga underarter finns listade i Catalogue of Life.